# 변연계
둘레 계통(limbic system) 또는 변연계(邊緣系)는 대뇌피질과 뇌량 그리고 시상하부 사이의 경계에 위치한 부위이다. 해마, 편도체, 선조체, 시상앞핵, 둘레엽(변연엽), 후각신경구 등으로 이루어져 있어 감정, 행동, 동기부여, 기억, 후각 등의 여러 가지 기능을 담당한다.

## 이름의 유래
변연계는 1952년에 의사이자 신경과학자인 폴 도널드 맥린에 의해서 처음 도입된 단어이다
1939년에 폴 부시와 하인리히 클루버는 변연계가 감정과 관련이 있다고 처음으로 제시하였다. 클루버와 부시는 원숭이의 양쪽 측두엽을 제거하면 공격성이 감소된다는 것을 보여주었다. 측두엽 제거술을 받은 원숭이는 시각자극에 의한 역치가 줄어들어 익숙한 물체를 인식하지 못하게 된다. 프랑스 의사 폴 피에르 브로카는 1878년에 뇌의 이 부위를 "le grand lobe limbique" 라고 처음으로 불렀다.
"limbic"은 경계, 가장자리를 뜻하는 라틴어인 limbus에서 따온 말로, 특히 의학에서는 해부학적인 구조의 경계를 뜻한다. 폴 피에르 브로카는 기능적으로 다른 뇌 내의 두 구조 사이에 낀 물리적인 위치를 지칭할 때 이 용어를 사용하려고 만들었다.

## 구조
변연계는 변연엽과 변연엽으로 둘러싸인 구조물로 구성되어 있다. 변연엽은 띠이랑, 해마곁이랑, 뇌들보밑이랑, 치아이랑으로 이루어져있고 그 안에 해마, 편도체, 유두체, 고삐교차연결, 시상앞핵, 후각신경구가 들어있는 형태이다.
변연계라는 개념은 정신의학, 신경학에서 사용되고 있지만 그 정확한 기능과 정의는 계속 변화되고 있다.

### 해마와 그와 관련된 조직
- 해마: 뿔처럼 곡선으로 생긴 2개의 조직으로 그 끝에 편도체가 있다. 장기기억형성, 공간지각을 위해 필요한 조직이다. 해마가 손상되면 손상되기 전의 기억은 그대로 유지하지만 손상된 후에는 새로운 기억을 생성할 수 없다.
- 편도체: 보상과 공포, 그리고 짝짓기와 같은 사회적 기능과 관련 있는 구조로 2개의 아몬드 모양의 신경 집합체이다. 편도체는 해마를 자극하여 환경을 둘러싼 여러 세부사항을 기억하게 한다.
- 뇌활: 해마에서 유두체와 사이막핵septal nuclei으로 신호를 전달해주는 C자 모양의 축삭돌기 다발
- 유두체: 뇌활의 앞쪽 끝에 있으며 인지기억과 관련이 있다.
- 사이막핵: 뇌량의 아래쪽에 있으며, 후각신경구, 해마, 편도체, 시상하부, 시상 등에서 오는 상호 신호를 받는 부위이다. 후각과는 관련이 없으며 보상과 관련된 중요한 역할을 한다.

### 변연엽
- 해마옆이랑: 공간기억을 형성하는 역할
- 띠이랑(대상피질): 심박수, 혈압을 조절하는 자율신경기능, 인지적 과정, 주의집중과정에 관여
- 치아이랑: 새로운 기억의 형성에 관여

덧붙여 아래의 구조들도 때에 따라 변연계의 일부로 여겨지기도 한다.
- 내후각피질(Entorhinal cortex): 기억과 관련
- 조롱박피질(Piriform cortex): 후각과 관련된 기능
- 뇌활이랑(Fornicate gyrus): 띠이랑, 해마곁이랑을 합쳐서 뇌활이랑이라고도 한다.
- 측좌핵(nucleus accumbus): 보상, 기쁨, 중독과 관련
- 안와전두엽피질(Orbitofrontal cortex): 의사결정과 관련된 구조

## 기능
변연계는 동기부여, 감정, 학습과 기억에 관련된 구조로 피질하 구조와 대뇌피질이 만나는 곳에 위치한다. 내분비와 자율신경의 영향으로 조절되며 측좌핵과 상호연결되어 있어 성적흥분과 파티용 마약(recreational drug)로 인한 흥분시 중요한 역할을 한다. 이런 반응은 변연계에서 출발한 도파민성 신경세포에 의해서 조절된다. 1954년에 올즈(Olds)와 밀너(Milner)는 쥐의 측좌핵과 사이막핵에 금속전극을 이식하였다. 이 쥐는 먹이와 물을 먹는 것보다는 해당 부위를 활성화시키도록 하는 레버만 반복적으로 눌러 결국 기진맥진하여 죽게 되었다. 기저핵도 대뇌변연계의 한 부위로 의식적인 운동을 지시하는 피질하 구조이다. 시상과 시상하부의 부근에 위치한다. 대뇌피질에서 신호를 받고 뇌간의 운동중추로 신호를 보낸다. 선조체라고 불리는 기저핵의 한 부위는 자세와 운동을 조절한다. 최근 연구에서는 줄무늬체가 감염되어서 도파민이 적절하지 않게 공급되면 파킨슨병의 행동장애가 나타나게 된다고 한다.
또한 변연계는 전전두엽과 밀접하게 연결되어 있다. 몇몇 과학자는 이런 연결이 문제풀이를 통해서 얻게 되는 즐거움과 관련이 있다고 주장한다. 심각한 정서장애를 치료할 목적으로 정신외과적 처치로 이 연결을 절단하기도 한다. 이 외과적 처치를 전전두엽절제술이라고 부르는데 사실 이것은 잘못된 명칭이다. 이 처치를 받은 환자는 수동적이고 의욕이 없다.
변연계를 대뇌구조로 분류하는 경우도 있다. 이 구조는 후각, 감정, 욕구, 자율신경 조절, 기억과 밀접한 관련이 있으며 병리학적으로는 뇌증, 뇌전증, 정신병증상, 인지결함과 관련이 있다. 변연계와 관련된 질환으로는 뇌전증과 조현병이 있다.

### 해마

#### 공간기억
해마는 인지능력과 관련이 깊다고 알려져 있다. 가장 잘 연구된 것은 기억, 특히 공간기억과 관련된 분야이다. 공간기억은 치아이랑(DG,dentate gyrus)과 같은 해마의 하위조직과 관련이 깊다. 등쪽 해마(Dorsal hippocampus)는 GC(adult-born granules cells)이라고 불리는 새로운 뉴런이 생성되도록 하는데 중요한 역할을 한다. 이런 새로운 뉴런은 공간기억에서의 패턴분리에 기여하거나 뇌신경망(nerve cell network) 활성화를 증가시켜 결과적으로 기억이 강하게 형성되도록 한다. 좌측 해마는 이런 공간기억을 다시 불러내도록 하는데 관여한다. 하워드 B. 아이헨바움(Howard B. Eichenbaum)과 그의 팀은 해마가 손상된 쥐를 연구하여 회상할 때에 좌측 해마가 “언제, 어디서, 무엇을”에 관련된 각 기억을 잘 조합하는 데 중요한 역할을 한다는 것을 알아냈다. 그러나 R. 나단 스프렝(R. Nathan Spreng)등은 좌측해마는 회상시에 해마나 그 외 뇌 구조에서 짜여진 기억조각을 조립하는 중요한 부위이다. 2007년 하워드 B. 아이헨바움(Howard B. Eichenbaum)은 해마곁영역(parahippocampal area)가 좌측해마와 같이 회상에 중요한 부위라는 것을 연구를 통해 증명하였다.

#### 학습
해마는 학습에서 중요한 역할을 한다. 컬릭(D.M. Curlik)과 쇼스(T.J. Shors)는 해마에서의 신경생성과 이것이 학습에 어떤 영향을 끼치는지 연구하였다. 그는 그들의 연구에서 다양한 종류의 정신적, 육체적 훈련을 통해 해마는 육체적 훈련에 강하게 반응한다는 것을 알아냈다. 그래서 해마에서 이러한 훈련의 결과로 새로운 신경세포와 신경회로가 급증하는 것을 발견하였다.
이러한 신경생성은 GC(adult-born granules cells)의 생성에 기여한다. 하워드 B. 아이헨바움(Howard B. Eichenbaum)은 신경생성에 대한 그의 연구에서 GC가 학습에 기여함을 서술하였다. 학습시에 GC가 생성됨으로 인하여 치아이랑에서 과도하게 흥분하게 된다.

#### 해마 손상
해마와 관련된 손상이 생길 경우 공간기억과 같은 기억, 인지능력 전반에 걸쳐 영향이 미친다. 공간기억은 잘 짜여진 인지기능이다. 연구자들은 뇌손상 등으로 해마가 손상시 감정적 각성이나 특정 종류의 약물이 특정한 종류의 기억을 다시 불러일으키는데 끼치는 영향을 조사하였다.
마크 지 패커드(Mark G.Packard)가 수행한 연구에서 쥐에게 미로를 통과하는 임무가 주어졌다. 첫번째 조건으로 충격이나 구속을 통해서 감정적으로 스트레스를 주었다. 미로를 통과시 이런 쥐는 대조군에 비해 해마에 의존적인 기억력에 문제가 있음을 관찰할 수 있었다. 두번째 조건으로 불안유발약물을 투여하였다. 처음 결과와 비슷하게 해마 의존적인 기억에 문제가 발생하였다.
더불어 외현기억(elicit memory)형성을 방해하는 글루코코르티코이드와 같은 스트레스 호르몬에 장기 노출되는 경우 해마가 손상될 수 있다.

### 편도체

#### 사건기억/자서전적 기억
편도체는 변연계에서 인지과정과 관련된 중요한 부위이다. 편도체는 해마와 같이 기억력에 관여하지만 공간기억이 아니라 사건기억/자서전적 기억에 관여한다. 한스 요아킴 마르코비치의 연구에 따르면 편도체는 이런 종류의 기억을 암호화, 저장, 회상하는 기능을 한다.

#### 주의집중 및 감정 처리
편도체는 기억만이 아니라 주의집중과 감정 처리와 관련된 중요한 부위이다. 편도체는 역사적으로 공포와 관련이 있어 그 공포를 없애기 위해 행동하도록 한다고 여겨져 왔다. 시간이 흐른 뒤 페소아(Pessoa)는 뇌전도기록을 통해 자극을 받은 기관이 그에 따라 반응하도록 하는데 편도체가 관여한다는 것을 증명하였다. 마젠 키히르베(Mazen Kheirbek)등은 해마의 앞쪽의 편도체가 감정처리와 관련이 있음을 증명하였다. 그는 해마의 앞쪽은 신경발생과 GC(adult-born granule cells)의 생성과 관련이 있다고 서술하였다. 이 세포는 해마에서 신경발생, 공간기억의 강화, 학습에서 중요한 역할을 할 뿐만 아니라 해마에서도 중요한 구성 요소이다.

## 임상
대뇌변연계가 손상되면 알츠하이머병, 기억상실증, 클뤼바부시증후군과 같은 증상이 나타난다.

### H.M.의 사례
H.M.이라는 이니셜로 알려진 환자는 측두엽제거로 인한 기억상실과 관련되어 많이 연구된 환자이다.  H.M.은 10살때쯤부터 가벼운 뇌전증성의 발작이 있었는데, 나이가 들수록 경기, 혀 깨물기, 의식의 잃음을 포함하는 발작증세로 심화되었다. 발작의 원인은 모르지만 아마도 그가 9살 때 자전거에서 떨어져 5분동안 무의식상태였던 사고로 인한 것일 수 있다. 고등학교 졸업 후 그는 취직을 했지만 경기를 막는 강도 높은 약을 복용함에도 불구하고 일을 할 수 없을 정도로 발작의 강도와 빈도가 심해졌다. 1953년, 그가 27세가 되던 해에 발작을 완화시키기 위한 최후의 방책으로 피질과 편도체, 해마의 일부를 포함하여 8cm정도의 측두엽 제거술을 받았다. 수술은 발작을 완화하는 점에서는 성공적이었다. 또, 측두엽의 많은 부분을 제거했지만 그의 인지능력, 지능, 성격에는 거의 영향이 없었고 대부분의 관점에서 그는 정상적으로 보였다. 하지만, 이 수술로 인해 그는 수술 전 몇년간의 기억에 대한 부분적인 역행성 기억상실증(Retrograde amnesia)이 있었고 더 심각한 것은 그는 심한 순행성 기억상실증(Anterograde amnesia)이 있었다.
그는 어린시절의 많은 부분을 기억할 수 있었지만 고작 몇분전에 만났던 누군가를 기억할 수 없었다. MNI(The Montreal Neurolgical Institute)의 브렌다 밀너(Brenda Milner) 박사가 거의 50년정도 그와 함께 했는데 놀랍게도 Milner 박사는 H.M.을 만날때마다 매번 자신을 그에게 소개했어야했다. 밀너(Milner) 박사는 H.M.이 어떤 사건이 일어나자마자 잊어버린다고 말했다. 그에게 숫자하나를 기억하라고 말한뒤, 그의 정신을 딴데로 돌리고 나면, 그는 그 숫자를 잊어버릴 뿐만 아니라 그 숫자를 기억하라는 말을 들었던 것 조차도 잊어버리게 된다. H.M.은 수술 이전의 아주 오래된 기억, 어린시절을 기억할 수 있었고 과거의 일들을 회상하는 데에 문제가 없었으며, 작업기억(Working memory)에도 문제가 없었다. 단지 그는 새로운 서술기억(Declaritive memory)을 형성하는 데에 심각한 문제가 있었다. 그는 수술 이후에 서술적 사실을 아주 조금 학습할 수 있었는데, 이는 아마도 강도높은 매일의 반복으로 인한것인것 같다. 또, 그는 서술기억이 아닌 절차기억(Procedural momory)은 형성할 수 있었다. H.M.의 사례는 절차기억과 서술기억, 단기기억과 장기기억에 대한 신경해부학적인 기반, 신경 메커니즘이 같지 않다는 생각을 지지해준다.

## 뇌간핵
뇌간핵(腦間核)은 대뇌 속질의 가운데에 있는 신경 세포체의 집단을 통틀어 이르는 말. 변연계의 선조체를 이루는 꼬리핵,조가비핵과 렌즈핵, 편도핵등뿐만아니라 이러한 변연계의 신경계통과 연결통로를 갖는 뇌간(腦幹,brainstem)의 망상체핵(Reticular nuclei)등을 함께 가리킨다.

## 같이 보기
- HPA 축
- 뇌량
- 둘레엽 (limbic lobe, 변연엽)

## 참고
1. ↑  Brain Res. Author manuscript; available in PMC 2013 Jan 5. Published in final edited form as: Brain Res. 2012 Jan 5; 1428C: 43–50. Published online 2010 Dec 21. doi: 10.1016/j.brainres.2010.12.024
PMCID: PMC3085056 NIHMSID: NIHMS260686 PMID: 21172325  I remember you: A role for memory in social cognition and the functional neuroanatomy of their interaction  R. Nathan Spreng1 and Raymond A. Mar2
2. ↑  Neuropharmacology. Author manuscript; available in PMC 2014 Jan 1. Published in final edited form as: Neuropharmacology. 2013 Jan; 64(1): 506–514. Published online 2012 Aug 5. doi: 10.1016/j.neuropharm.2012.07.027 PMCID: PMC3445739
NIHMSID: NIHMS399728 PMID: 22898496 Training your brain: Do mental and physical (MAP) training enhance cognition through the process of neurogenesis in the hippocampus? D.M. Curlik, 2nd and T.J. Shors
3. ↑  (Anxiety, cognition, and habit: A multiple memory systems perspective ,Mark G.Packard,Department of Psychology, Texas A and M University, College Station, Texas 77843-4235, USA Accepted 16 March 2009, Available online 27 March 2009. DOI https://doi.org/10.1016/j.brainres.2009.03.029)https://www.sciencedirect.com/science/article/abs/pii/S0006899309005988?via%3Dihub
4. ↑  (Amygdala in action: Relaying biological and social significance to autobiographical memory,Hans J.Markowitsch,Angelica Staniloiu
DOI https://doi.org/10.1016/j.neuropsychologia.2010.10.007 ) https://www.sciencedirect.com/science/article/abs/pii/S0028393210004331?via%3Dihub
5. ↑  Kheirbeck, M.A.; Hen, R. (2011). "Dorsal vs ventral hippocampal neurogenensis: Implications for cognition and mood". Neuropsychopharmacology. 36 (1): 373–374. doi:10.1038/npp.2010.148. PMC 3055508. PMID 21116266
6. ↑  ,Mark F.Bear, Barry W.Connors, Michael A.Paradiso(2007). Neuroscience, third edition. p738-740. LWW.